# جان اروینگ
جان اروینگ (انگلیسی: John Irving؛ زادهٔ ۳ مارس ۱۹۴۲) نویسنده و فیلم‌نامه‌نویس اهل ایالات متحده آمریکا است.
وی برنده جوایزی همچون جایزه اسکار بهترین فیلم‌نامه اقتباسی شده‌است.

## زندگی‌نامه
جان وینسلو اروینگ با نام «جان والاس بلانت جونیور» پس از پدر بیولوژیکی‌اش که طی جنگ جهانی دوم بر فراز برمه سرنگون شد، در اکستر نیوهمپشایر به دنیا آمد. مادرش، فرانسیس وینسلو اروینگ، با کالین FN اروینگ، که در بخش تاریخ در آکادمی فیلیپ اکستر تدریس می‌کرد، ازدواج کرد. نام اروینگ در شش سالگی زمانی‌که ناپدری‌اش او را به فرزندخواندگی پذیرفت، از نظر قانونی به جان وینسلو اروینگ تغییر یافت. جان اروینگ در همان مدرسه آمادگی پسرانه که پدر خوانده‌اش در آن تدریس می‌کرد تحصیل نمود. او در سال ۱۹۶۱ از اکستر فارغ‌التحصیل شد و وارد دانشگاه شد. او در سال ۱۹۶۴ با همسر اولش شایلا لیری ازدواج کرد که از او صاحب دو پسر به نام‌های کالین و برندان شد. او مدرک لیسانس خود را از دانشگاه نیوهمپشایر دریافت کرد و اولین اثر خود، داستان کوتاه «یک شاخه زمستانی» را در Redbook منتشر کرد. ایروینگ در سال ۱۹۸۷ با یک کارگزار ادبی به نام جانت ترنبال ازدواج کرد. اودر سال ۱۹۹۸ صاحب پسر سوم خود به نام اورت شد. او در سال‌های پایانی زندگی‌اش به‌عنوان نویسنده واقع‌گرای داستانی دیده می‌شود، که تمایلی جذاب به نوشتن داستان‌هایی دارد که حول ترکیبات غیرعادی جنسی، خشونت، عشق، خانواده، کمدی و چگونگی وجود چنین عناصری در بشریت می‌چرخند. جان اروینگ و خانواده‌اش در حاضر در دورست ورمونت و در تورنتو، آنتاریو، کانادا زندگی می‌کنند.

## آثار
رمان «مرد روش آب» او در سال ۱۹۷۲ منتشر شد، در همان سال اروینگ به‌عنوان نویسنده در محل اقامت در دانشگاه آیوا منصوب شد. در رمان «هتل نیوهمپشایر» ۱۹۸۱ گروهی متشکل از شخصیت‌های عجیب و غریب را ارائه کرد.
او در سال ۱۹۸۹ رمان‌های «دعا برا اوون مینی» را منتشر کرد، که با عنوان (سایمون برچ) در سال ۱۹۹۸ اقتباس شد. «پسر سیرک» در سال ۱۹۹۴ و «بیوه‌ای برای یک سال» در سال ۱۹۹۸ منتشر شد. همهٔ این‌ها به شهرت فزایندهٔ ایروینگ برای کتاب‌های پرفروش کمک کرد. اولین خاطرات او «دوست دختر خیالی» ۱۹۹۶ اولین بار در تلاش برای نجات پیگی اسنید گردآوری شد. در دههٔ گذشته، ایروینگ سه رمان و یک کتاب کودک منتشر کرد. دهمین رمان او «دست چهارم» ۲۰۰۱، داستانی در مورد یک گزارشگر تلوزیونی است. کتاب «کودکان» اروینگ در سال ۲۰۰۴ منتشر شد.
یازدهمین رمان او «تا زمانی که تو را پیدا کنم» ۲۰۰۵، طولانی‌ترین رمان اروینگ تا به امروز است و شخصی‌ترین رمان اوست. رمان سال ۲۰۰۹ او به نام «آخرین شب در رودخانه پیچ خورده» که در کشور درخت‌کاری در شمال نیوهمپشایر اتفاق می‌افتد. در اکتبر ۲۰۲۲ ایروینگ، که وقتی ۸۰ ساله شد، پانزدهمین رمان خود را با نام «The Last» منتشر کرد. او در فیلم‌های «Simon Birch»، فیلم سینمایی «The Hotel New Hampshire» و فیلم سینمایی «The Door in the Floor» فعالیت داشته‌است. او همچنان به نوشتن رمان و اقتباس از آثار قبلی خود برای فیلم‌های سینمایی ادامه می‌دهد.